# نهر ثيو
نهر ثيو هو نهر في كاليدونيا الجديدة . تبلغ مساحته 404 كيلومتر مربع. 

## أنظر أيضا
- قائمة أنهار كاليدونيا الجديدة